# Bergasillas Bajera
Bergasillas Bajera és un municipi de la Rioja, a la regió de la Rioja Baixa.